# Днепровский театр оперы и балета
Днепровский академический театр оперы и балета (укр. Дніпровський академічний театр опери та балету) — государственный академический театр оперы и балета.

## История
Днепропетровский рабочий оперный театр — ДРОТ, был создан в 1931 году, в 1941 году эвакуирован в Красноярск, где объединился с одесской группой. После войны театр официально прекратил деятельность.
Возрождён был в 1974 году, а 26 декабря 1974 года — открыт первый сезон. 28 декабря 1974 года коллектив показал свою версию балета Чайковского «Лебединое озеро».
В 1988 году состоялись гастроли группы театра в Москве на сцене ГАБТ.
С марта 2003 года Днепропетровский государственный театр оперы и балета является академическим.
Худрук до 2019 Юрий Викторович Чайка.

## О театре
- Спектакль «Богдан Хмельницкий» Днепропетровского театра оперы и балета удостоен Национальной премии им. Т. Г. Шевченко. Труппа театра посетила с гастролями Болгарию, Польшу, Францию, Ирландию, Ливан, Китай, Иорданию, Израиль, США, Италию, Россию, Испанию, Португалию, Бельгию и Германию.
- Оперный театр — основное место выступления приезжих музыкальных коллективов.

## Галерея

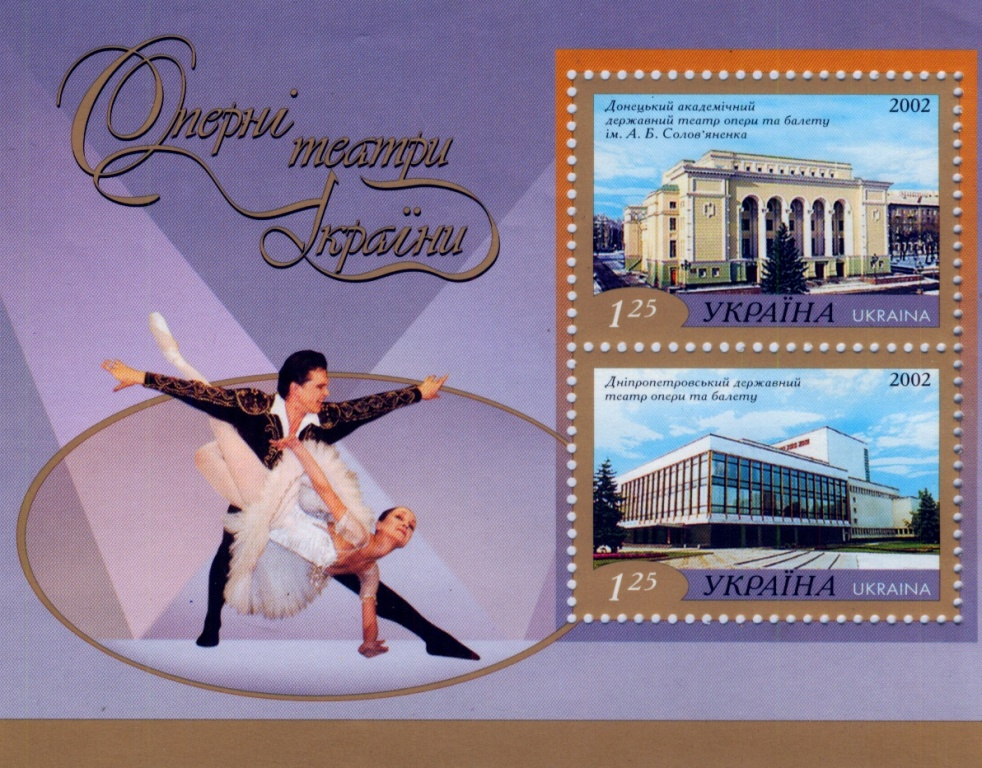
Почтовый блок Украины (2002): театры оперы и балета в Донецке и Днепропетровске. На полях блока - Вадим Писарев и Инна Дорофеева
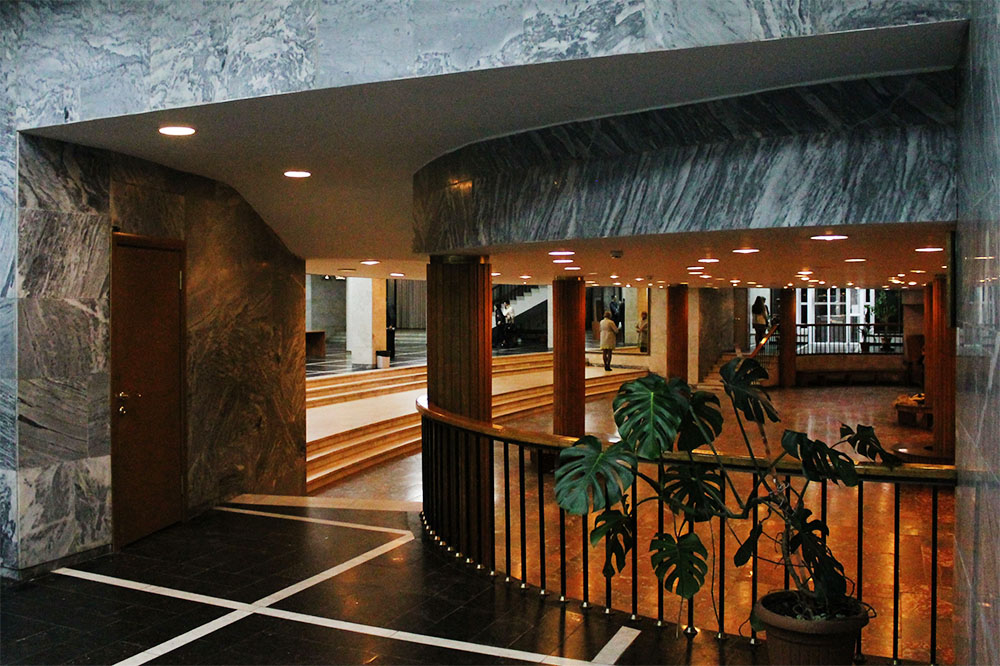
Вестибюль
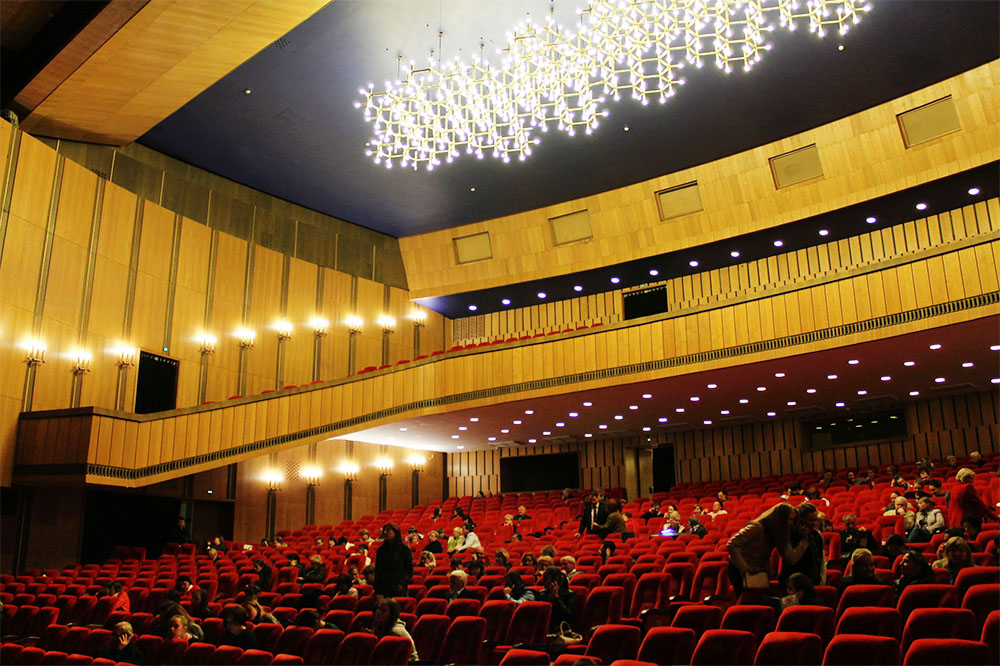
Зрительный зал
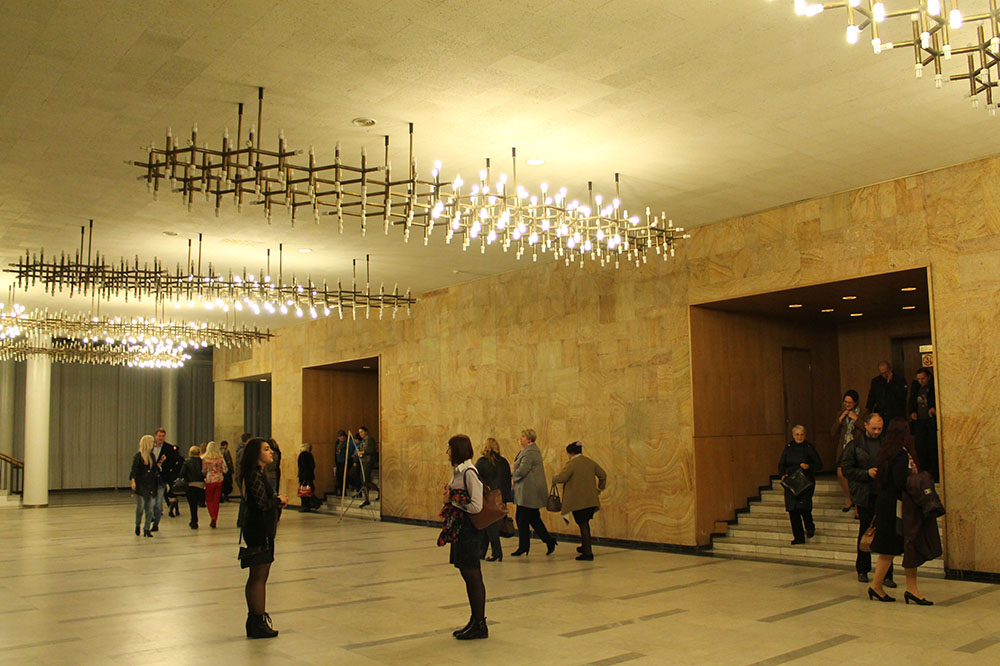
Фое второго этажа